# Un polyvalent pas comme les autres
Pour plus de détails, voir Fiche technique et Distribution.
Un polyvalent pas comme les autres (Stanza 17-17 palazzo delle tasse, ufficio imposte) est une comédie policière italienne réalisée par Michele Lupo et sorti en 1971,,.

## Synopsis
L'ingénieur padouan Giambattista Manteghin, l'acteur Romolo Moretti, le prince Pantegani et l'inventeur Leonardo Rossi tentent chacun à leur manière de soudoyer un agent du fisc pour ne pas payer des impôts, mais le fonctionnaire Ugo La Strizza se révèle incorruptible. Ils décident alors de cambrioler le coffre-fort du bâtiment où se trouvent les bureaux des impôts. Pour mener à bien le cambriolage, ils demandent l'aide d'un expert cambrioleur, le Marseillais Katanga.

## Fiche technique
- Titre français : Un polyvalent pas comme les autres[4]
- Titre original italien : Stanza 17-17 palazzo delle tasse, ufficio imposte[5]
- Réalisation : Michele Lupo
- Scénario : Sergio Donati d'après une idée de Vittorio Metz[5]
- Photographie : Guglielmo Mancori
- Montage : Antonietta Zita (it)
- Musique : Armando Trovajoli
- Décors : Dario Micheli, Ugo Sterpa
- Costumes : Walter Patriarca
- Production : Francesco Mazzei
- Société de production : Juppiter Generale Cinematografica
- Pays de production :  Italie
- Langue de tournage : italien
- Format : Couleur par Technicolor[5] - 2,35:1 - Son mono - 35 mm
- Durée : 115 minutes (1 h 55[5])
- Genre : Comédie policière
- Dates de sortie :
  - Italie : 23 février 1971

## Distribution
- Gastone Moschin : Giambattista Manteghin
- Philippe Leroy : Romolo Moretti, dit « Sartana »
- Lionel Stander : Katanga
- Franco Fabrizi : Le prince Gondrano Pantegani del Cacco
- Raymond Bussières : Leonardo Rossi
- Joyce Geraldine Stewart : La prostituée noire
- Tano Cimarosa : Le commissaire de police
- Capannelle : Colgate
- Ugo Tognazzi : Ugo La Strizza
- Brizio Montinaro
- Teodoro Corrà : Le responsable du bureau fiscal des prêtres
- Francesco D'Adda : L'antiquaire
- Ernesto Colli : Le valet
- John Karlsen : Le vendeur de coffre-fort